# Fenegyerekek
A Fenegyerekek (eredeti cím: Gunmen) 1993-ban bemutatott akció-filmvígjáték, melyet Stephen Sommers forgatókönyvéből Deran Sarafian rendezett. A főbb szerepekben Christopher Lambert és Mario Van Peebles látható.

## Szereplők
| Színész             | Szereplő           | Magyar hang        | Magyar hang        | Magyar hang       |
| Színész             | Szereplő           | 1. szinkron (1993) | 2. szinkron (?)    | 3. szinkron (?)   |
| ------------------- | ------------------ | ------------------ | ------------------ | ----------------- |
| Christopher Lambert | Dani Servigo       | Kozák András       | Kőszegi Ákos       | Csankó Zoltán     |
| Mario Van Peebles   | Cole Parker        | Gáti Oszkár        | Kálid Artúr        | Viczián Ottó      |
| Denis Leary         | Armor O`Malley     | Incze József       | Rékasi Károly      | Stohl András      |
| Patrick Stewart     | Loomis             | Velenczey István   | Szokolay Ottó      | Barbinek Péter    |
| Kadeem Hardison     | Izgi (Izzy)        | Pusztaszeri Kornél | Szokol Péter       | Csőre Gábor       |
| Sally Kirkland      | Benett             | Borbás Gabi        | Menszátor Magdolna | Ullmann Zsuzsa    |
| Richard C. Sarafian | Chavez rendőrfőnök | Kisfalussy Bálint  | Pálfai Péter       | Kisfalussy Bálint |
| Robert Harper       | Rance              | Borbély László     | Forgács Gábor      | Háda János        |
| Brenda Bakke        | Maria              | Szirtes Ági        | Csampisz Ildikó    | Szirtes Ági       |
| Deran Sarafian      | Bishop             | Csuja Imre         |                    |                   |
| Rena Riffel         | Mrs. Loomis        |                    |                    |                   |

## A film készítése
A filmet Mexikóban (főként Puerto Vallartaban) forgatták 1992. április 20. és június 18. között, de csak 1994. február 4-én került a mozikba az Egyesült Államokban, több mint másfél évvel a film forgatásának a vége után. Érdekesség, hogy a magyar mozik 1993. május 23-án mutatták be a filmet, jóval az amerikai premier előtt.

## Fogadtatás

### Kritikai visszhang
A Fenegyerekek kritikai fogadtatása negatív. A Rotten Tomatoes oldalán összegyűjtött kritikák alapján tizenhárom kritikusból tizenegy negatívan és két kritikus pozitívan értékelte a filmet.

### Bevételi adatok
A filmet 1994. február 4-én mutatták be az észak-amerikai mozik. Nyitóhétvégéjén tizenkettedik helyen végzett, 1,9 millió dolláros bevétellel. 
Összességében csaknem 3,5 millió dollárt hozott az USA-ban.

## Filmzene
A főként hiphop-ot, reggaezenét és R&B-t tartalmazó filmzenét 1993. december 21-én adta ki a MCA Records, CD-n és kazettán. 
| 1.    | Bite the Bullet             | Frost                 | 4:33 |
| 2.    | Gunman                      | Big Daddy Kane        | 3:17 |
| 3.    | Heat it Up                  | Rakim                 | 3:44 |
| 4.    | Time to Make the Dough Nutz | Young Black Teenagers | 3:51 |
| 5.    | I Know You Got Soul         | Eric B. és Rakim      | 4:35 |
| 6.    | Love & Happiness            | Morgan Heritage       | 4:27 |
| 7.    | Run Through the Jungle      | Los Lobos             | 3:46 |
| 8.    | Stranger in My Life         | Chris Williams        | 4:33 |
| 9.    | The House                   | Cruzados              | 4:08 |
| 10.   | Jungle Chase                | John Debney           | 1:00 |
| 37:54 |                             |                       |      |

## Fordítás
- Ez a szócikk részben vagy egészben  a   Gunmen (1994 film) című angol Wikipédia-szócikk fordításán alapul.  Az eredeti cikk szerkesztőit annak laptörténete sorolja fel. Ez a jelzés csupán a megfogalmazás eredetét és a szerzői jogokat jelzi, nem szolgál a cikkben szereplő információk forrásmegjelöléseként.

## További információ
- Fenegyerekek a PORT.hu-n (magyarul)
- Fenegyerekek az Internet Movie Database-ben (angolul)
- Fenegyerekek a Rotten Tomatoeson (angolul)
- Fenegyerekek a Box Office Mojón (angolul)